# آلن جکسون (بازیکن فوتبال)
آلن جکسون (انگلیسی: Alan Jackson؛ زادهٔ ۲۲ اوت ۱۹۳۸) بازیکن فوتبال اهل بریتانیا است.
از باشگاه‌هایی که در آن بازی کرده‌است می‌توان به باشگاه فوتبال ولورهمپتون واندررز، باشگاه فوتبال برایتون اند هوو آلبیون، و باشگاه فوتبال بری اشاره کرد.